# Joaquín Valverde y Sanjuán
Joaquín Valverde y Sanjuán (Madrid, 2 de gener de 1875 - Mèxic D. F., 4 de novembre de 1918) era fill del també compositor Joaquín Valverde Durán (1846-1910), i com el seu pare fou músic compositor.
Com que el seu pare també es deia Joaquín, ell era conegut en el món musical com Quinito Valverde. Feu els seus primers estudis musical sota la guia del seu pare i del mestre Irache. Des d'infant mostrà una molt bona disposició per la música, contribuint a fomentar-les l'ambient de teatre i música familiar en el qual transcorregueren els seus primers any de joventut. Encara no havia complert quinze anys quan ja estrenava amb un èxit rotund la seva primera sarsuela, titulada Con las de Caín. Aquest fet l'animà a continuar cultivant el gènere amb el major entusiasme, ja sol o en col·laboració amb el seu pare i amb els mestres Viaña, Torregrosa, Estellés i Serrano.
Talent un xic indisciplinat, perquè afalagat per l'èxit quasi constant que l'acompanyava en les seves produccions teatrals, mai volgué sotmetre's a l'estudi sistemàtic i profund del seu art, fou fàcil i graciós melodista, destacant en la composició de música lleugera (polques, valsos, xotis i cançons de caràcter popular), que formant el principal cos de les seves obres del genero Chico, en aquell temps en plena boga, passaven ràpidament al domini del poble i dels cantants del carrer. Donà a l'escena més de 250 obres, sol o en col·laboració, sent potser que més diners guanyà en el seu temps. Entre les seves sarsueles més famoses cal destacar:
- Los cocineros,
- El mirlo blanco;
- El gran capitán;
- El terrible Pérez;
- La marcha de Cädiz;
- Los niños llorones,
- El pobre Valvuena;
- El perro chico;
- El iluso Cañizares;
- Y no es noche de dormir;
- El pollo Tejada;
- Gente menuda;
- El fresco de Goya;
- Las venecianas;
- Serafina la Rubiales;
- Príncipe Carnaval.

Estrenà a París diverses obres, assolint un brillant contracte que li oferiren els empresaris germans Velasco per la seva companyia de revistes que marxava a Amèrica, sorprenent-lo la mort a conseqüència d'un atac gripal en la capital de Mèxic, a l'edat de quaranta-tres anys, quan en plena maduresa del seu talent, podia esperar-se d'aquest compositor de musa alegre i juganera noves i saboroses produccions en el gènere per ell cultivat.